# Ivan Lexa
Ivan Lexa (* 18. srpna 1961, Bratislava) je bývalý slovenský politik, v letech 1995 až 1998 byl ředitel slovenské tajné služby.

## Život
Vystudoval anorganickou technologii na SVŠT a pracoval ve Slovnaftu Bratislava.
Byl jedním z nejdůležitějších spolupracovníků slovenského premiéra Vladimíra Mečiara. V lednu 1991 ho Vladimír Mečiar jmenoval šéfem Úřadu vlády SR. V roce 1993 vznikl první konflikt mezi ním a prezidentem Michalem Kováčem, který ho odmítl jmenovat ministrem privatizace SR s odůvodněním, že „pán Lexa nespĺňa predpoklady na vykonávanie tejto funkcie a nemá ani moju osobnú dôveru“. Později Lexu jmenovala vláda státním tajemníkem ministerstva privatizace, a jelikož ministr nebyl jmenován, Lexa ministerstvo řídil.[zdroj?]

### Ředitel tajné služby
Po volbách v roce 1994 poslanci za HZDS prosadili změnu zákona, aby ředitele tajné služby místo prezidenta republiky jmenovala vláda. Premiér Vladimír Mečiar tak následně Ivana Lexu 18. dubna 1995 jmenoval do funkce ředitele Slovenské informační služby (SIS).
Jím vedená slovenská tajná služba byla podle jeho kritiků zapletena do některých nezákonných činností. Mezi medializované případy patří zavlečení prezidentova syna Michala Kováče ml. do rakouského Hainburgu (31. srpna 1995) a následná vražda podnikatele Róberta Remiáše, který zahynul 9. dubna 1996 při výbuchu auta, nebo případ nelegální likvidace zbraní z arzenálu tajné služby.
Během vedení Ivanem Lexou byla Slovenská informační služba vyloučena z organizace MEC (Middle European Conference), protože byla podezřelá z podílu na únosu Michala Kováče ml. Krátce před koncem volebního období (3. března 1998) zastupující prezident Vladimír Mečiar udělil amnestii na část případů spojovaných s působením Ivana Lexy v čele SIS.
Po dalších parlamentních volbách byl Ivan Lexa funkce zbaven a zpráva jeho nástupce ve funkci Vladimíra Mitry konstatovala nezákonné sledování novinářů, opozičních politiků, zavlečení prezidentova syna Michala Kováče ml. do Rakouska, nezákonné odposlouchávání atd. Speciální vyšetřovací tým odhalil 11 kauz, na základě kterých byla na Ivana Lexu podána obvinění a žaloby a on skončil ve vyšetřovací vazbě.
Lexa utekl do Jihoafrické republiky a v žádném ze soudních procesů nebyl uznán vinným. Ve dvou případech se na něho vztahovala amnestie.